# Среднее Биктимирово
 Среднее Биктимирово  — деревня в Алькеевском районе Татарстана. Входит в состав Тяжбердинского сельского поселения.

## География
Находится в южной части Татарстана на расстоянии приблизительно 3 км по прямой на юг от районного центра села Базарные Матаки.

## История
Известна с 1710 года, упоминалась также как Верхняя Биктемирова.

## Население
Постоянных жителей было: в 1782 году — 73 души мужского пола, в 1859—380, в 1897—591, в 1908—771, в 1920—715, в 1926—507, в 1938—350, в 1949—272, в 1958—196, в 1970—166, в 1979—123, в 1989 — 56, в 2002 − 56 (русские 87 %), 31 в 2010.